# تجارت خارجی

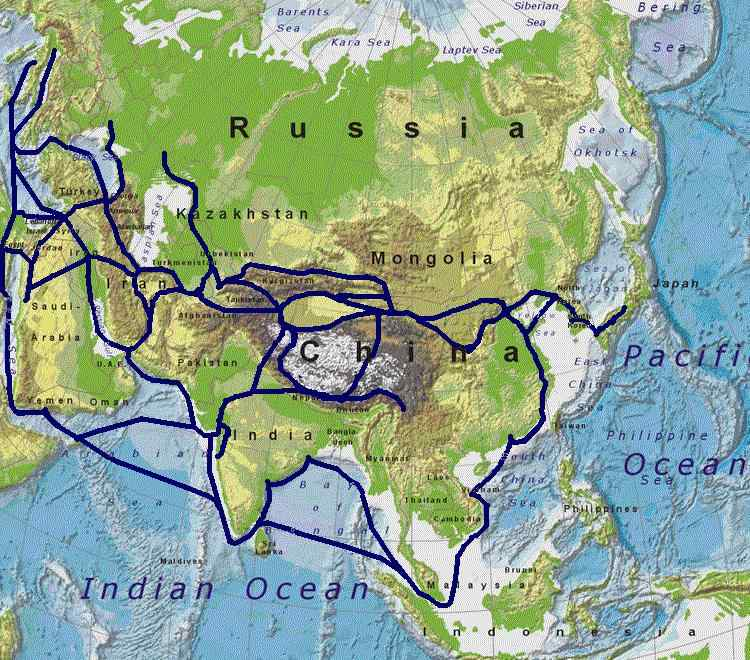
مسیر جادهٔ ابریشم در اوراسیا

تجارت خارجی و یا تجارت بین‌المللی به دادوستد کالا یا خدمت دارای ارزش فراسوی مرزهای بین‌المللی گفته می‌شود که در بسیاری از کشورها نمایانگر میزان تولید ناخالص داخلی است. تاریخچهٔ این گونه دادوستد از جادهٔ ابریشم و جادهٔ کهربا آغاز شده، هرچند به نظر می‌رسد در زمان خود به اندازهٔ امروز از اهمیت اقتصادی برخوردار نبوده‌است.

## سازمان تجارت جهانی
این سازمان با هدف تنظیم قوانین تجارت بین‌المللی تأسیس شده‌است. اکنون ایران عضو آن نیست.
پنج روش پرداخت در تجارت بین‌المللی وجود دارد:
1. اعتبارات اسنادی L/C
2. برات draft
3. حساب باز open account
4. نسیه consignee
5. پیش‌پرداخت advance payment

## ویژگیهای تجارت جهانی
محصولی که از طرفی در یک کشور به طرفی در کشور دیگر منتقل یا فروخته می‌شود صادراتی از کشور مبدأ و وارداتی به کشور دریافت کننده است. واردات و صادرات هر کشور در تراز پرداخت‌های آن کشور حساب می‌شوند.